# NGC 5994
NGC 5994 is een balkspiraalstelsel in het sterrenbeeld Slang. Het hemelobject werd op 9 maart 1851 ontdekt door de Ierse astronoom William Parsons.

## Synoniemen
- UGC 10033
- KCPG 472A
- MCG 3-40-38
- Arp 72
- ZWG 107.36
- VV 16
- NPM1G +18.0461
- PGC 56020